# Tokamak

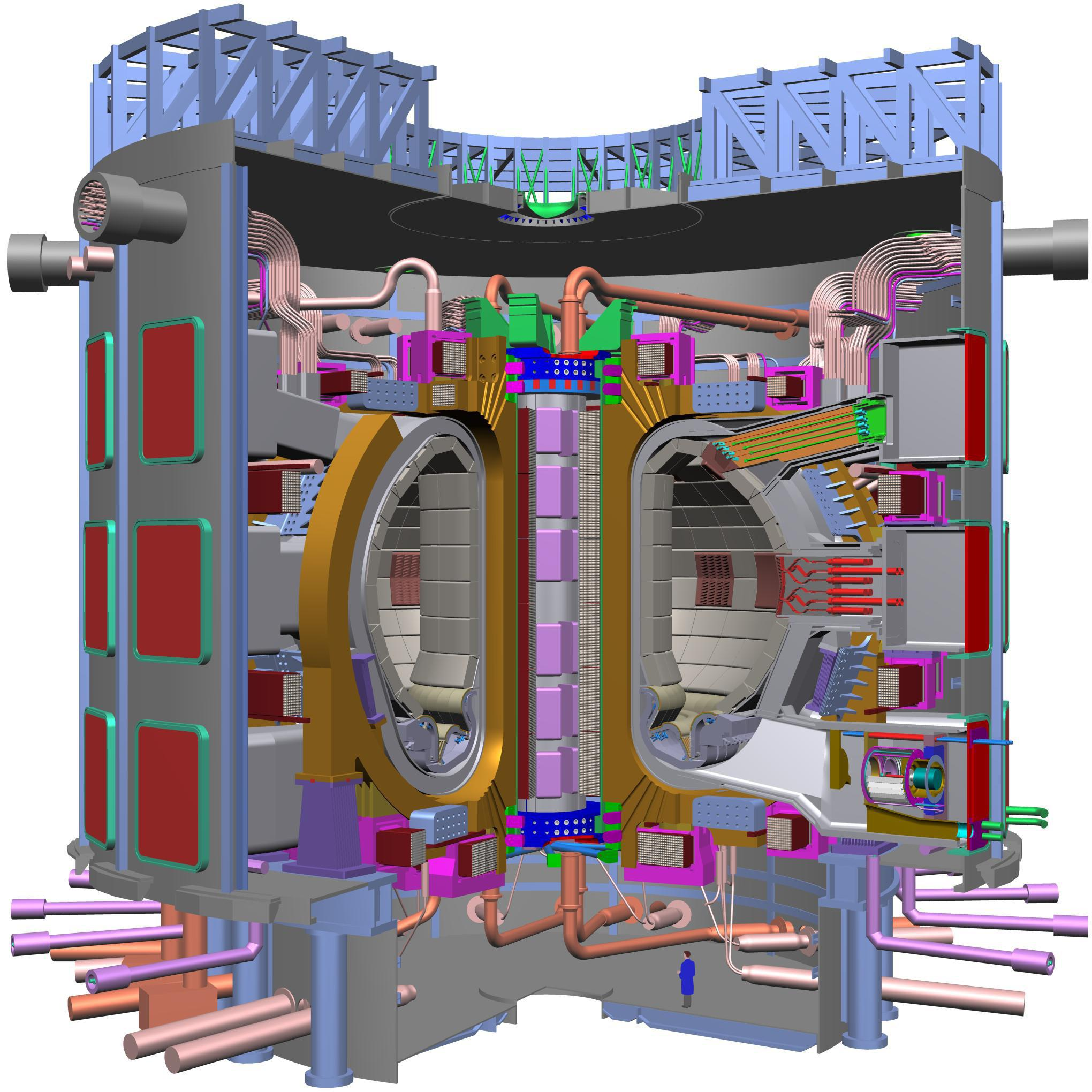
Diseño toroidal de un reactor de fusión Tokamak.

La palabra Tokamak, acrónimo del ruso тороидальная камера с магнитными катушками -toroidálnaya kámera s magnítnymi katúshkami- (en español: cámara toroidal con bobinas magnéticas), es un aparato cuyo objetivo es obtener la fusión de partículas de plasma, lo que generaría grandes cantidades de energía, para así conseguir la reacción nuclear de fusión de dos partículas ligeras en una partícula más estable de peso medio y producir una energía en relación con la equivalencia de Einstein: 
{\displaystyle E={m}\cdot {c^{2}}}
Las ventajas de la fusión sobre la fisión (que se utiliza hoy en las centrales nucleares) son: a) no produce desechos radiactivos directos y b) no precisa de un combustible no renovable y tan escaso como el uranio. En cambio, es mucho más difícil de iniciar: Hasta la fecha no se ha alcanzado el punto de equilibrio entre la energía que se necesita para acelerar y confinar el plasma y la que se obtiene con la fusión de algunas partículas. Sin embargo, no hay razones teóricas para ello, sino sólo razones técnicas, que el proyecto internacional ITER trata de resolver.
El Tokamak fue ideado en los años 1950 por los físicos soviéticos Ígor Tam y Andréi Sájarov, basándose en las ideas propuestas por Oleg Lavréntiev en 1950.

## Historia

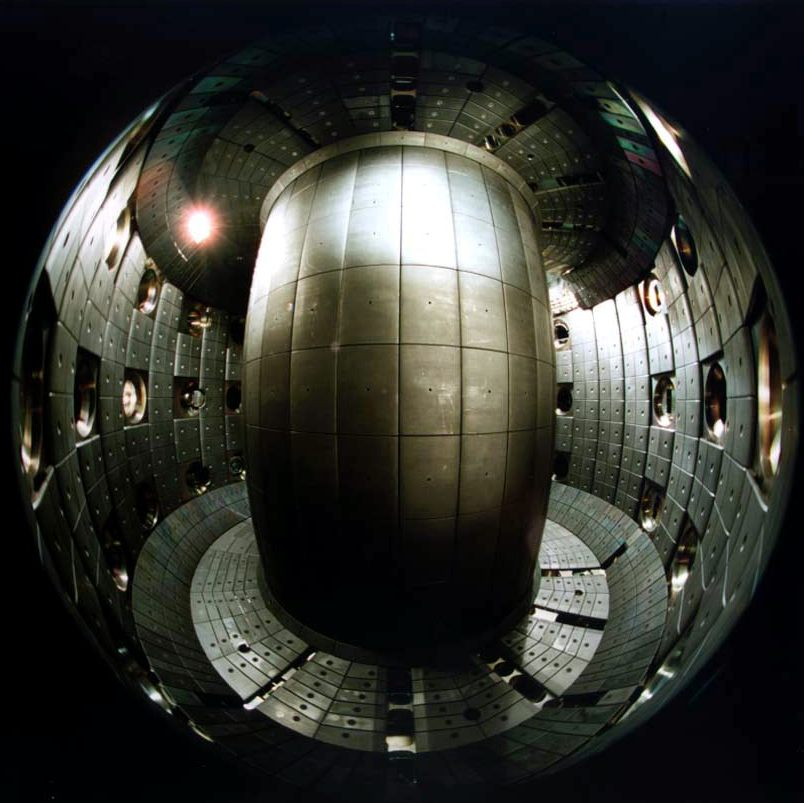
Interior de un reactor de fusión Tokamak.

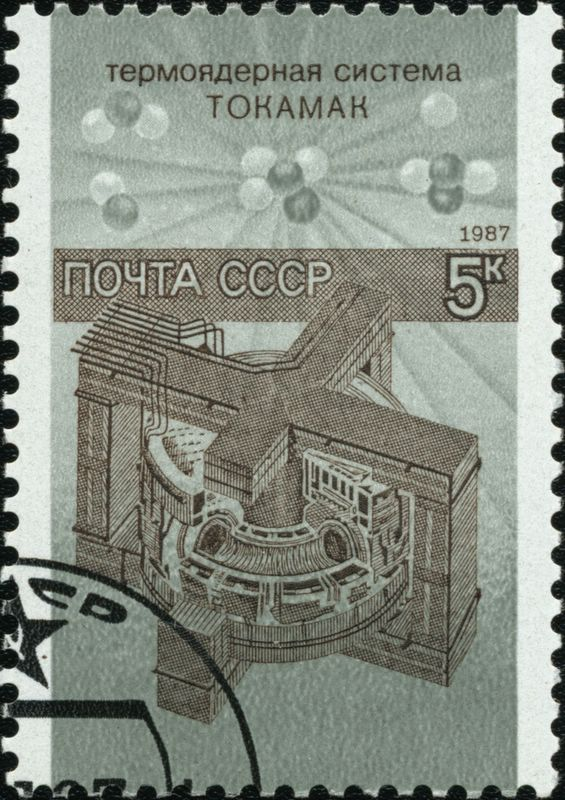
Un sello de la URSS, 1987: Sistema termonuclear Tokamak

### Primeros pasos
En 1934, Mark Oliphant, Paul Harteck y Ernest Rutherford fueron los primeros en lograr la fusión en la Tierra, utilizando un acelerador de partículas para disparar núcleos de deuterio en una lámina metálica que contenía deuterio u otros átomos. Esto les permitió medir la sección transversal nuclear de varias reacciones de fusión, y determinaron que la reacción deuterio-deuterio ocurría a una energía más baja que otras reacciones, alcanzando un máximo de unos 100.000 electronvoltios (100 keV).
La fusión basada en un acelerador no es práctica porque la sección transversal del reactor es diminuta; la mayoría de las partículas del acelerador se dispersarán del combustible, no se fusionarán con él. Estas dispersiones hacen que las partículas pierdan energía hasta el punto de que ya no pueden someterse a la fusión. La energía puesta en estas partículas se pierde así, y es fácil demostrar que es mucha más energía de la que pueden liberar las reacciones de fusión resultantes.
Para mantener la fusión y producir energía neta, la mayor parte del combustible debe elevarse a altas temperaturas para que sus átomos choquen constantemente a gran velocidad; esto da lugar al nombre de termonuclear debido a las altas temperaturas necesarias para que se produzca. En 1944, Enrico Fermi calculó que la reacción sería autosostenible a unos 50.000.000 K; a esa temperatura, la velocidad a la que se desprende la energía de las reacciones es lo suficientemente alta como para calentar el combustible circundante con la suficiente rapidez como para mantener la temperatura contra las pérdidas en el medio ambiente, continuando la reacción.
Durante el Proyecto Manhattan, se creó la primera forma práctica de alcanzar estas temperaturas, utilizando una bomba atómica. En 1944, Fermi dio una charla sobre la física de la fusión en el contexto de una entonces hipotética bomba de hidrógeno. Sin embargo, ya se había pensado en un dispositivo de fusión controlado, y James L. Tuck y Stanisław Ulam lo habían intentado utilizando cargas conformadas que impulsaban una lámina metálica infundida con deuterio, aunque sin éxito.
Los primeros intentos de construir una máquina de fusión práctica tuvieron lugar en el Reino Unido, donde George Paget Thomson había seleccionado el pinzamiento como técnica prometedora en 1945. Tras varios intentos fallidos de obtener financiación, se dio por vencido y pidió a dos estudiantes de posgrado, Stanley (Stan) W. Cousins y Alan Alfred Ware (1924-2010), que construyeran un dispositivo con equipos de radar sobrantes. Este dispositivo fue operado con éxito en 1948, pero no mostró ninguna evidencia clara de fusión y no logró ganar el interés del Establecimiento de Investigación de Energía Atómica.

### Carta de Lavréntiev
En 1950, Oleg Lavréntiev, entonces sargento del Ejército Soviético destinado en Sajalín, escribió una carta al Comité Central del Partido Comunista de la Unión Soviética. La carta esbozaba la idea de utilizar una bomba atómica para encender un combustible de fusión, y luego pasaba a describir un sistema que utilizaba campos electrostáticos para contener un plasma caliente en estado estable para la producción de energía.{efn|El sistema descrito por Lavréntiev es muy similar al concepto que ahora se conoce como fusor.}}
La carta fue enviada a Andréi Sájarov para que la comentara. Sájarov señaló que "el autor formula un problema muy importante y no necesariamente irremediable", y consideró que su principal preocupación en la disposición era que el plasma golpeara los cables de los electrodos, y que "las mallas anchas y una parte delgada conductora de corriente que tendrá que reflejar casi todos los núcleos incidentes de vuelta al reactor. Con toda probabilidad, este requisito es incompatible con la resistencia mecánica del dispositivo".
Un indicio de la importancia que se le dio a la carta de Lavréntiev puede verse en la rapidez con la que se tramitó; la carta fue recibida por el Comité Central el 29 de julio, Sájarov envió su revisión el 18 de agosto, en octubre, Sájarov e Ígor Tamm habían completado el primer estudio detallado de un reactor de fusión, y habían pedido financiación para construirlo en enero de 1951.

### Confinamiento magnético
Cuando se calienta a temperaturas de fusión, los electrones se disocian de los átomos, dando lugar a un fluido de núcleos y electrones conocido como plasma. A diferencia de los átomos eléctricamente neutros, un plasma es conductor de la electricidad y, por tanto, puede ser manipulado por campos eléctricos o magnéticos.
La preocupación de Sájarov por los electrodos lo llevó a considerar el uso del confinamiento magnético en lugar del electrostático. En el caso de un campo magnético, las partículas darán vueltas alrededor de las líneas de fuerza. Como las partículas se mueven a gran velocidad, sus trayectorias resultantes parecen una hélice. Si se dispone un campo magnético de forma que las líneas de fuerza sean paralelas y estén próximas, las partículas que orbitan las líneas adyacentes pueden colisionar y fusionarse.
Un campo así puede crearse en un solenoide, un cilindro con imanes envueltos en su exterior. Los campos combinados de los imanes crean un conjunto de líneas magnéticas paralelas que recorren la longitud del cilindro. Esta disposición impide que las partículas se desplacen lateralmente hacia la pared del cilindro, pero no evita que salgan por el extremo. La solución obvia a este problema es doblar el cilindro en forma de donut, o toroide, de modo que las líneas formen una serie de anillos continuos. En esta disposición, las partículas dan vueltas sin fin.
Sájarov discutió el concepto con Ígor Tamm, y a finales de octubre de 1950 ambos habían redactado una propuesta y la habían enviado a Ígor Kurchátov, director del proyecto de la bomba atómica en la URSS, y a su adjunto, Ígor Golovín. Sin embargo, esta propuesta inicial ignoraba un problema fundamental; cuando se disponen a lo largo de un solenoide recto, los imanes externos están uniformemente espaciados, pero cuando se doblan en forma de toroide, están más juntos en el interior del anillo que en el exterior. Esto provoca fuerzas desiguales que hacen que las partículas se alejen de sus líneas magnéticas.
Durante sus visitas al Laboratorio de Instrumentos de Medición de la Academia de Ciencias de la URSS (LIPAN, antecesor del Instituto Kurchátov), el centro de investigación nuclear soviético, Sájarov sugirió dos posibles soluciones a este problema. Una era suspender un anillo conductor de corriente en el centro del toro. La corriente en el anillo produciría un campo magnético que se mezclaría con el de los imanes del exterior. El campo resultante se retorcería en forma de hélice, de modo que cualquier partícula se encontraría repetidamente en el exterior y luego en el interior del toro. Las derivas causadas por los campos desiguales se producen en direcciones opuestas en el interior y en el exterior, por lo que en el transcurso de múltiples órbitas alrededor del eje largo del toro, las derivas opuestas se anularían. Como alternativa, sugirió utilizar un imán externo para inducir una corriente en el propio plasma, en lugar de un anillo metálico separado, lo que tendría el mismo efecto.
En enero de 1951, Kurchátov organizó una reunión en el LIPAN para estudiar los conceptos de Sájarov. Encontraron un amplio interés y apoyo, y en febrero se envió un informe sobre el tema a Lavrenti Beria, que supervisaba los esfuerzos atómicos en la URSS. Durante un tiempo, no se recibió respuesta alguna.

### Richter y el nacimiento de la investigación sobre la fusión

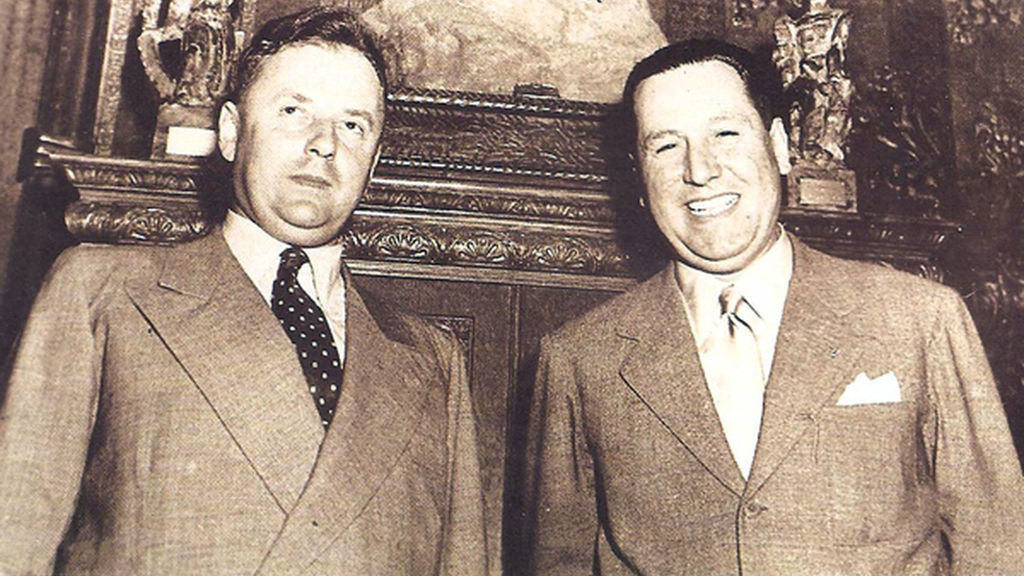
Ronald Richter (izquierda) con Juan Domingo Perón (derecha). Las afirmaciones de Richter provocaron la investigación de la fusión en todo el mundo.

El 25 de marzo de 1951, el presidente argentino Juan Perón anunció que un antiguo científico alemán, Ronald Richter, había logrado producir fusión a escala de laboratorio como parte de lo que hoy se conoce como el Proyecto Huemul. Científicos de todo el mundo se entusiasmaron con el anuncio, pero pronto llegaron a la conclusión de que no era cierto; cálculos sencillos demostraron que su montaje experimental no podía producir suficiente energía para calentar el combustible de fusión a las temperaturas necesarias.
Aunque los investigadores nucleares lo descartaron, la amplia cobertura de las noticias hizo que los políticos fueran repentinamente conscientes y receptivos a la investigación sobre la fusión. En el Reino Unido, Thomson recibió de repente una financiación considerable. En los meses siguientes, se pusieron en marcha dos proyectos basados en el sistema de pellizco. En Estados Unidos, Lyman Spitzer leyó la historia de Huemul, se dio cuenta de que era falsa y se puso a diseñar una máquina que funcionara. En mayo recibió 50.000 dólares para empezar a investigar su concepto de stellarator. Jim Tuck había regresado brevemente al Reino Unido y vio las máquinas de pellizco de Thomson. Cuando volvió a Los Álamos también recibió 50.000 dólares directamente del presupuesto de Los Álamos.
En la URSS ocurrieron hechos similares. A mediados de abril, Dmitri Efrémov, del Instituto de Investigación Científica de Aparatos Electrofísicos, irrumpió en el estudio de Kurchátov con una revista que contenía un artículo sobre el trabajo de Richter, exigiendo saber por qué habían sido derrotados por los argentinos. Kurchátov se puso inmediatamente en contacto con Beria para proponerle la creación de un laboratorio de investigación de la fusión independiente con Lev Artsimóvich como director. Sólo unos días después, el 5 de mayo, la propuesta había sido firmada por Iósif Stalin.

### Nuevas ideas

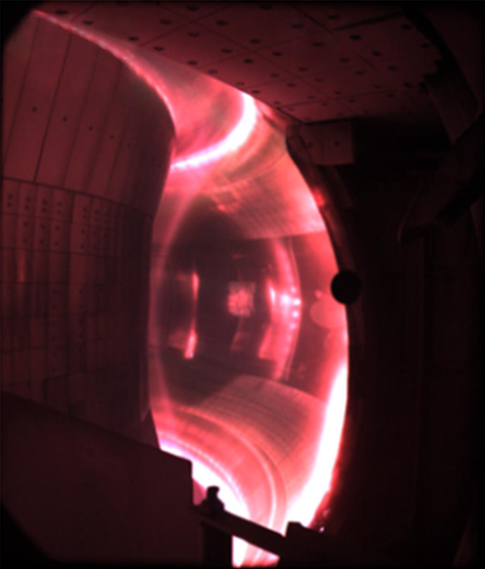
Plasma rojo en el EAST

En octubre, Sájarov y Tamm habían completado una consideración mucho más detallada de su propuesta original, pidiendo un dispositivo con un radio mayor (del toro en su conjunto) de 12 metros (13,1 yd) y un radio menor (el interior del cilindro) de 2 metros (2,2 yd). La propuesta sugería que el sistema podría producir 100 gramos (3,5 oz) de tritio al día, o reproducir 10 kilogramos (22,0 lb) de U233 al día.
A medida que se desarrollaba la idea, se vio que una corriente en el plasma podría crear un campo lo suficientemente fuerte como para confinar el plasma también, eliminando la necesidad de los imanes externos. En este punto, los investigadores soviéticos habían reinventado el sistema de pellizco que se estaba desarrollando en el Reino Unido, aunque habían llegado a este diseño desde un punto de partida muy diferente.
Una vez que se propuso la idea de utilizar el efecto pellizco para el confinamiento, se hizo evidente una solución mucho más sencilla. En lugar de un gran toroide, se podía simplemente inducir la corriente en un tubo lineal, que podía hacer que el plasma en su interior se colapsara hasta formar un filamento. Esto tenía una gran ventaja; la corriente en el plasma lo calentaría a través del calentamiento resistivo normal, pero esto no calentaría el plasma a temperaturas de fusión. Sin embargo, al colapsar el plasma, el proceso adiabático haría que la temperatura aumentara drásticamente, más que suficiente para la fusión. Con este desarrollo, sólo Golovín y Natán Yavlinski siguieron considerando la disposición toroidal más estática.

### Inestabilidad
El 4 de julio de 1952, el grupo de Nikolái Filíppov midió la liberación de neutrones de una máquina de pellizco lineal. Lev Artsimóvich les exigió que lo comprobaran todo antes de concluir que se había producido la fusión, y durante estas comprobaciones, descubrieron que los neutrones no procedían en absoluto de la fusión. Esta misma disposición lineal también se les había ocurrido a los investigadores del Reino Unido y Estados Unidos, y sus máquinas mostraban el mismo comportamiento. Pero el gran secretismo que rodeaba el tipo de investigación hizo que ninguno de los grupos fuera consciente de que otros también estaban trabajando en ello, y mucho menos de que tenían el mismo problema.
Después de muchos estudios, se descubrió que algunos de los neutrones liberados eran producidos por inestabilidades en el plasma. Había dos tipos comunes de inestabilidad, la salchicha que se veía principalmente en las máquinas lineales, y la torcedura que era más común en las máquinas toroidales. Los grupos de los tres países comenzaron a estudiar la formación de estas inestabilidades y las posibles formas de abordarlas. Importantes contribuciones al campo fueron hechas por Martin David Kruskal y Martin Schwarzschild en los EE. UU., y Vitali Shafránov en la URSS..
Una idea que surgió de estos estudios se conoció como el "pellizco estabilizado". Este concepto añadía imanes adicionales al exterior de la cámara, que creaban un campo que estaría presente en el plasma antes de la descarga del pellizco. En la mayoría de los conceptos, el campo externo era relativamente débil, y como el plasma es diamagnético, sólo penetraba en las zonas exteriores del plasma. Cuando se producía la descarga de pellizco y el plasma se contraía rápidamente, este campo se "congelaba" en el filamento resultante, creando un fuerte campo en sus capas exteriores. Esto se conoce como "dar al plasma una columna vertebral".
Sájarov revisó sus conceptos toroidales originales y llegó a una conclusión ligeramente diferente sobre cómo estabilizar el plasma. La disposición sería la misma que la del concepto de pellizco estabilizado, pero el papel de los dos campos se invertiría. En lugar de campos externos débiles que proporcionan la estabilización y una fuerte corriente de pinzamiento responsable del confinamiento por pinzamiento, en la nueva disposición, los imanes externos serían mucho más potentes para proporcionar la mayor parte del confinamiento, mientras que la corriente sería mucho más pequeña y responsable del efecto estabilizador.

### Pasos hacia la desclasificación

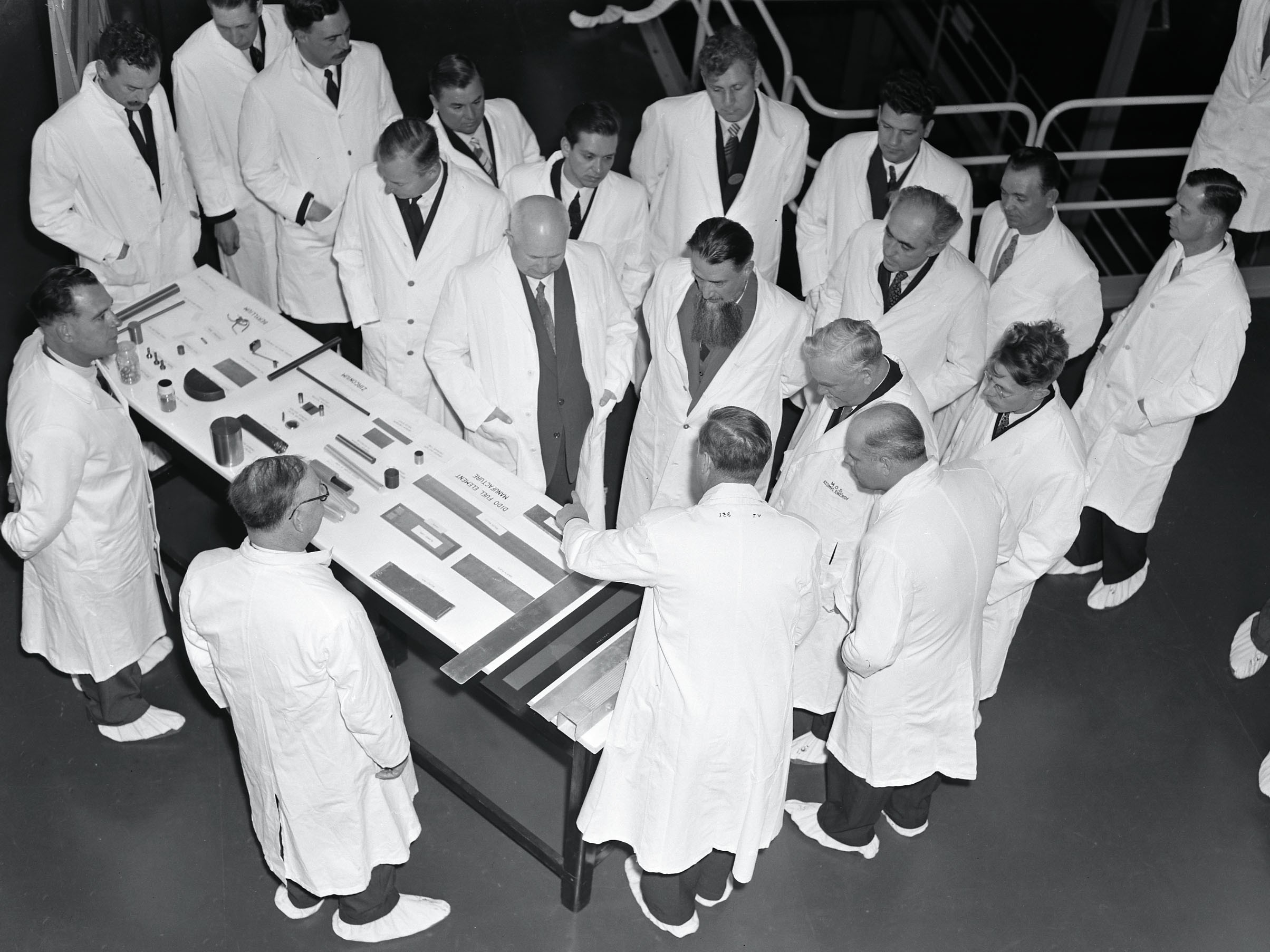
Jruschov (aproximadamente centrado, calvo), Kurchátov (a la derecha, con barba), y Bulganin (a la derecha, con pelo blanco) visitaron Harwell el 26 de abril de 1956. Cockcroft se encuentra frente a ellos (con gafas), mientras un presentador señala las maquetas de varios materiales que se están probando en el recién inaugurado reactor DIDO.

En 1955, con las aproximaciones lineales aún sujetas a inestabilidad, se construyó en la URSS el primer dispositivo toroidal. El TMP era una máquina de pellizco clásica, similar a los modelos del Reino Unido y Estados Unidos de la misma época. La cámara de vacío era de cerámica, y los espectros de las descargas mostraban sílice, lo que significaba que el plasma no estaba perfectamente confinado por el campo magnético y golpeaba las paredes de la cámara. Le siguieron dos máquinas más pequeñas, que utilizaban cáscaras de cobre. Las cáscaras conductoras pretendían ayudar a estabilizar el plasma, pero no tuvieron un éxito completo en ninguna de las máquinas que lo probaron.
Con el progreso aparentemente estancado, en 1955, Kurchátov convocó una conferencia de investigadores soviéticos de toda la Unión con el objetivo final de abrir la investigación de la fusión dentro de la URSS. En abril de 1956, Kurchátov viajó al Reino Unido como parte de una visita ampliamente publicitada de Nikita Jruschov y Nikolái Bulganin. Se ofreció a dar una charla en el Establecimiento de Investigación de la Energía Atómica, en la antigua RAF Harwell, donde sorprendió a los anfitriones presentando una detallada visión histórica de los esfuerzos de fusión soviéticos. Se tomó el tiempo de señalar, en particular, los neutrones observados en las primeras máquinas y advirtió que los neutrones no significaban fusión.
Sin que Kurchátov lo supiera, la máquina de pellizco estabilizado británica ZETA se estaba construyendo en el extremo de la antigua pista. ZETA era, con mucho, la mayor y más potente máquina de fusión hasta la fecha. Apoyado en experimentos con diseños anteriores que habían sido modificados para incluir la estabilización, ZETA pretendía producir bajos niveles de reacciones de fusión. Aparentemente fue un gran éxito, y en enero de 1958, anunciaron que la fusión se había logrado en ZETA basándose en la liberación de neutrones y en las mediciones de la temperatura del plasma.
Vitali Shafránov y Stanislav Braginski examinaron las noticias e intentaron averiguar cómo funcionaba. Una posibilidad que consideraron fue el uso de campos débiles "congelados", pero lo rechazaron, creyendo que los campos no durarían lo suficiente. Entonces concluyeron que ZETA era esencialmente idéntico a los dispositivos que habían estado estudiando, con fuertes campos externos.

### Primeros tokamaks
Para entonces, los investigadores soviéticos habían decidido construir una máquina toroidal más grande siguiendo las líneas sugeridas por Sájarov. En particular, en su diseño se tuvo en cuenta un punto importante encontrado en los trabajos de Kruskal y Shafránov; si la trayectoria helicoidal de las partículas las hacía circular alrededor de la circunferencia del plasma más rápidamente de lo que circulaban por el eje largo del toro, se suprimiría fuertemente la inestabilidad de la curvatura.
Hoy en día este concepto básico se conoce como factor de seguridad. La relación entre el número de veces que la partícula orbita el eje mayor en comparación con el eje menor se denota q, y el Límite de Kruskal-Shafránov establecía que el kink se suprimiría siempre que q > 1. Esta trayectoria está controlada por las fuerzas relativas de los imanes externos en comparación con el campo creado por la corriente interna. Para que q > 1, los imanes externos deben ser mucho más potentes, o alternativamente, la corriente interna tiene que ser reducida.
Siguiendo este criterio, se comenzó a diseñar un nuevo reactor, el T-1, que hoy se conoce como el primer tokamak real. El T-1 utilizaba tanto imanes externos más potentes como una corriente reducida en comparación con las máquinas de pellizco estabilizado como ZETA. El éxito del T-1 hizo que se lo reconociera como el primer tokamak en funcionamiento.
Por sus trabajos sobre "las descargas de gran impulso en un gas, para obtener temperaturas inusualmente altas necesarias para los procesos termonucleares", Yavlinski recibió el Premio Lenin y el Premio Stalin en 1958. Yavlinski ya estaba preparando el diseño de un modelo aún mayor, que más tarde se construiría como T-3. Con el aparentemente exitoso anuncio de ZETA, el concepto de Yavlinski fue visto muy favorablemente.
Los detalles de ZETA se hicieron públicos en una serie de artículos en Nature a finales de enero. Para sorpresa de Shafránov, el sistema sí utilizaba el concepto de campo "congelado". Siguió siendo escéptico, pero un equipo del Instituto Físico-Técnico Ioffe en San Petersburgo comenzó a planear la construcción de una máquina similar conocida como Alpha. Sólo unos meses más tarde, en mayo, el equipo de ZETA emitió un comunicado en el que afirmaba que no había logrado la fusión, y que había sido engañado por medidas erróneas de la temperatura del plasma.
La T-1 comenzó a funcionar a finales de 1958. Demostró unas pérdidas de energía muy elevadas por radiación. Esto se atribuyó a las impurezas en el plasma debido al sistema de vacío que provocaba la desgasificación de los materiales del contenedor. Para explorar soluciones a este problema, se construyó otro dispositivo pequeño, el T-2. Este utilizó un revestimiento interno de metal corrugado que se horneó a 550 grados Celsius (1022,0 °F) para cocinar los gases atrapados.

### Átomos para la paz y la depresión
En el marco de la segunda reunión de Átomos para la Paz celebrada en Ginebra en septiembre de 1958, la delegación soviética dio a conocer numerosos documentos sobre sus investigaciones en materia de fusión. Entre ellos había un conjunto de resultados iniciales sobre sus máquinas toroidales, que hasta ese momento no habían mostrado nada importante.
La "estrella" de la exposición era un modelo de gran tamaño del stellarator de Spitzer, que inmediatamente llamó la atención de los soviéticos. A diferencia de sus diseños, el stellarator producía las trayectorias retorcidas requeridas en el plasma sin conducir una corriente a través de él, utilizando una serie de imanes que podían operar en el estado estacionario en lugar de los pulsos del sistema de inducción. Kurchátov empezó a pedirle a Yavlinski que cambiara su diseño T-3 por un stellarator, pero lo convencieron de que la corriente proporcionaba una segunda función útil en el calentamiento, algo de lo que carecía el stellarator.
En el momento de la exposición, el stellarator había sufrido una larga serie de problemas menores que se estaban resolviendo. La resolución de los mismos reveló que la velocidad de difusión del plasma era mucho más rápida de lo que predecía la teoría. En todos los diseños contemporáneos se observaron problemas similares, por una u otra razón. El stellarator, varios conceptos de pellizco y las máquinas de espejo magnético tanto en EE. UU. como en la URSS demostraron problemas que limitaban sus tiempos de confinamiento.
Desde los primeros estudios de fusión controlada, había un problema que acechaba en el fondo. Durante el Proyecto Manhattan, David Bohm había formado parte del equipo que trabajaba en la separación isotópica del uranio. En la posguerra siguió trabajando con plasmas en campos magnéticos. Utilizando la teoría básica, se esperaría que el plasma se difundiera a través de las líneas de fuerza a un ritmo inversamente proporcional al cuadrado de la intensidad del campo, lo que significa que pequeños incrementos de la fuerza mejorarían mucho el confinamiento. Pero basándose en sus experimentos, Bohm desarrolló una fórmula empírica, ahora conocida como difusión de Bohm, que sugería que la tasa era lineal con la fuerza magnética, no su cuadrado.
Si la fórmula de Bohm era correcta, no había esperanza de poder construir un reactor de fusión basado en el confinamiento magnético. Para confinar el plasma a las temperaturas necesarias para la fusión, el campo magnético tendría que ser órdenes de magnitud mayores que cualquier imán conocido. Spitzer atribuyó la diferencia entre las tasas de difusión de Bohm y las clásicas a la turbulencia en el plasma, y creyó que los campos estables del stellarator no sufrirían este problema. Varios experimentos de la época sugerían que la tasa de Bohm no era aplicable y que la fórmula clásica era correcta.
Pero a principios de la década de 1960, con todos los diversos diseños que perdían plasma a un ritmo prodigioso, el propio Spitzer llegó a la conclusión de que la escala de Bohm era una cualidad inherente a los plasmas, y que el confinamiento magnético no funcionaría. Todo el campo descendió a lo que se conoció como "la depresión", un período de intenso pesimismo.

### Progreso en la década de 1960
En contraste con los otros diseños, los tokamaks experimentales parecían progresar bien, tanto que un pequeño problema teórico era ahora una verdadera preocupación. En presencia de la gravedad, existe un pequeño gradiente de presión en el plasma, antes lo suficientemente pequeño como para ignorarlo, pero que ahora se convertía en algo que había que abordar. Esto condujo a la adición de otro conjunto de imanes en 1962, que producía un campo vertical que compensaba estos efectos. Esto fue un éxito, y a mediados de la década de 1960 las máquinas comenzaron a mostrar signos de que estaban superando el Bohm.
En la Segunda Agencia Internacional de la Energía Atómica de 1965 Conferencia sobre fusión en el recién inaugurado Centro Culham para la Energía de Fusión del Reino Unido, Artsimóvich informó de que sus sistemas superaban el límite de Bohm en 10 veces. Spitzer, revisando las presentaciones, sugirió que el límite de Bohm podría seguir siendo aplicable; los resultados estaban dentro del rango de error experimental de los resultados vistos en los stellarators, y las mediciones de temperatura, basadas en los campos magnéticos, simplemente no eran fiables.
La siguiente gran reunión internacional de fusión se celebró en agosto de 1968 en Novosibirsk. Para entonces se habían completado otros dos diseños de tokamak, el TM-2 en 1965 y el T-4 en 1968. Los resultados del T-3 habían seguido mejorando, y los primeros ensayos de los nuevos reactores arrojaban resultados similares. En la reunión, la delegación soviética anunció que T-3 estaba produciendo temperaturas de electrones de 1000 eV (equivalente a 10 millones de grados Celsius) y que el tiempo de confinamiento era al menos 50 veces el límite de Bohm.
Estos resultados eran al menos 10 veces superiores a los de cualquier otra máquina. Si eran correctos, representaban un enorme salto para la comunidad de la fusión. Spitzer se mantuvo escéptico, señalando que las mediciones de temperatura seguían basándose en los cálculos indirectos a partir de las propiedades magnéticas del plasma. Muchos concluyeron que se debían a un efecto conocido como electrones desbocados, y que los soviéticos estaban midiendo sólo esos electrones extremadamente energéticos y no la temperatura global. Los soviéticos respondieron con varios argumentos que sugerían que la temperatura que estaban midiendo era la Maxwelliana, y el debate se recrudeció.

#### Culham Five
Después de ZETA, los equipos del Reino Unido comenzaron a desarrollar nuevas herramientas de diagnóstico del plasma para proporcionar mediciones más precisas. Entre ellas estaba el uso de un láser para medir directamente la temperatura de los electrones en masa utilizando la dispersión Thomson. Esta técnica era bien conocida y respetada en la comunidad de la fusión; Artsimóvich la había calificado públicamente de "brillante". Artsimóvich invitó a Bas Pease, el jefe de Culham, a utilizar sus dispositivos en los reactores soviéticos. En plena guerra fría, en lo que todavía se considera una importante maniobra política por parte de Artsimóvich, se permitió a los físicos británicos visitar el Instituto Kurchátov, el corazón del esfuerzo soviético en materia de bombas nucleares.
El equipo británico, apodado "Los cinco de Culham", llegó a finales de 1968. Tras un largo proceso de instalación y calibración, el equipo midió las temperaturas a lo largo de muchos experimentos. Los resultados iniciales estuvieron disponibles en agosto de 1969; los soviéticos tenían razón, sus resultados eran precisos. El equipo telefoneó los resultados a Culham, quien los transmitió en una llamada telefónica confidencial a Washington. Los resultados finales se publicaron en Nature en noviembre de 1969. Los resultados de este anuncio se han descrito como una "verdadera estampida" de construcción de tokamaks en todo el mundo.
Quedaba un grave problema. Como la corriente eléctrica en el plasma era mucho menor y producía mucha menos compresión que una máquina de pellizco, esto significaba que la temperatura del plasma estaba limitada a la tasa de calentamiento resistivo de la corriente. Propuesta por primera vez en 1950, la resistividad de Spitzer afirmaba que la resistencia eléctrica de un plasma se reducía a medida que aumentaba la temperatura, lo que significa que la velocidad de calentamiento del plasma disminuiría a medida que los dispositivos mejoraran y las temperaturas se presionaran más. Los cálculos demostraron que las temperaturas máximas resultantes mientras se mantuvieran dentro de q > 1 se limitarían a millones de grados. Artsimóvich se apresuró a señalar esto en Novosibirsk, afirmando que el progreso futuro requeriría el desarrollo de nuevos métodos de calentamiento.

#### Turbación en los Estados Unidos
Una de las personas que asistió a la reunión de Novosibirsk en 1968 fue Amasa Stone Bishop, uno de los líderes del programa de fusión estadounidense. Uno de los pocos dispositivos que mostraron pruebas claras de superar el límite de Bohm en ese momento fue el concepto multipolar. Tanto el Lawrence Livermore como el Princeton Plasma Physics Laboratory (PPPL), sede del stellarator de Spitzer, estaban construyendo variaciones del diseño multipolar. Aunque tuvieron un éxito moderado por sí mismos, el T-3 superó ampliamente a cualquiera de las dos máquinas. A Bishop le preocupaba que los multipolos fueran redundantes y pensaba que Estados Unidos debía considerar la posibilidad de crear un tokamak propio.
Cuando planteó la cuestión en una reunión de diciembre de 1968, los directores de los laboratorios se negaron a considerarla. Melvin B. Gottlieb, de Princeton, se exasperó y preguntó: "¿Cree usted que este comité puede pensar más que los científicos?" Con los principales laboratorios exigiendo el control de su propia investigación, uno de ellos se quedó fuera. [El Laboratorio Nacional de Oak Ridge había entrado originalmente en el campo de la fusión con estudios sobre los sistemas de alimentación de los reactores, pero se diversificó en un programa espejo propio. A mediados de la década de 1960, sus diseños de DCX se estaban quedando sin ideas, y no ofrecían nada que no ofreciera el programa similar del más prestigioso y políticamente poderoso Livermore. Esto hizo que fueran muy receptivos a nuevos conceptos.
Tras un considerable debate interno, Herman Postma formó un pequeño grupo a principios de 1969 para considerar el tokamak. Se les ocurrió un nuevo diseño, bautizado posteriormente como Ormak, que tenía varias características novedosas. La principal era que el campo externo se creaba en un solo bloque de cobre de gran tamaño, alimentado por un gran transformador debajo del toro. Esto se oponía a los diseños tradicionales que utilizaban bobinas de imanes en el exterior. Consideraron que el bloque único produciría un campo mucho más uniforme. También tendría la ventaja de permitir que el toro tuviera un radio mayor más pequeño, sin la necesidad de pasar los cables por el agujero del donut, lo que llevaría a una menor relación de aspecto, que los soviéticos ya habían sugerido que produciría mejores resultados.

#### Carrera de Tokamak en los Estados Unidos
A principios de 1969, Artsimóvich visitó el MIT, donde fue acosado por los interesados en la fusión. Finalmente aceptó dar varias conferencias en abril y luego permitió largas sesiones de preguntas y respuestas. A medida que éstas se desarrollaban, el propio MIT se interesó por el tokamak, ya que anteriormente se había mantenido al margen del campo de la fusión por diversas razones. Bruno Coppi estaba en el MIT en ese momento, y siguiendo los mismos conceptos que el equipo de Postma, ideó su propio concepto de baja relación de aspecto, Alcator. En lugar del transformador toroidal de Ormak, Alcator utilizaba imanes tradicionales en forma de anillo, pero requería que fueran mucho más pequeños que los diseños existentes. El Laboratorio de imanes Francis Bitter del MIT era el líder mundial en el diseño de imanes y confiaban en poder construirlos.
Durante 1969, dos grupos adicionales entraron en el campo. En General Atomics, Tihiro Ohkawa había estado desarrollando reactores multipolares, y presentó un concepto basado en estas ideas. Se trataba de un tokamak que tendría una sección transversal de plasma no circular; las mismas matemáticas que sugerían que una relación de aspecto más baja mejoraría el rendimiento también sugerían que un plasma en forma de C o D haría lo mismo. Llamó al nuevo diseño Doublet. Mientras tanto, un grupo de la Universidad de Texas en Austin proponía un tokamak relativamente sencillo para explorar el calentamiento del plasma a través de turbulencias inducidas deliberadamente, el Texas Turbulent Tokamak.
Cuando los miembros del Comité Directivo de Fusión de la Comisión de Energía Atómica se reunieron de nuevo en junio de 1969, tenían "propuestas de tokamak que nos salían por las orejas". El único laboratorio importante que trabajaba en un diseño toroidal y que no proponía un tokamak era Princeton, que se negaba a considerarlo a pesar de que su stellarator modelo C era casi perfecto para tal conversión. Siguieron ofreciendo una larga lista de razones por las que el Modelo C no debía convertirse. Al cuestionarlas, se desató un furioso debate sobre la fiabilidad de los resultados soviéticos.
Al ver cómo se desarrollaba el debate, Gottlieb cambió de opinión. No tenía sentido seguir adelante con el tokamak si las mediciones soviéticas de la temperatura de los electrones no eran precisas, así que formuló un plan para demostrar o refutar sus resultados. Mientras nadaba en la piscina durante la pausa del almuerzo, le contó a Harold Furth su plan, a lo que Furth respondió "Bueno, quizá tengas razón". Después del almuerzo, los distintos equipos presentaron sus diseños, momento en el que Gottlieb presentó su idea de un "stellarator-tokamak" basado en el Modelo C.
El Comité Permanente señaló que este sistema podría estar terminado en seis meses, mientras que Ormak tardaría un año. Poco después se dieron a conocer los resultados confidenciales de los Cinco de Culham. Cuando se reunieron de nuevo en octubre, el Comité Permanente liberó la financiación de todas estas propuestas. La nueva configuración del Modelo C, que pronto recibió el nombre de Tokamak simétrico, pretendía simplemente verificar los resultados soviéticos, mientras que los demás explorarían formas de ir mucho más allá de la T-3.

### Calentamiento: Estados Unidos toma la delantera

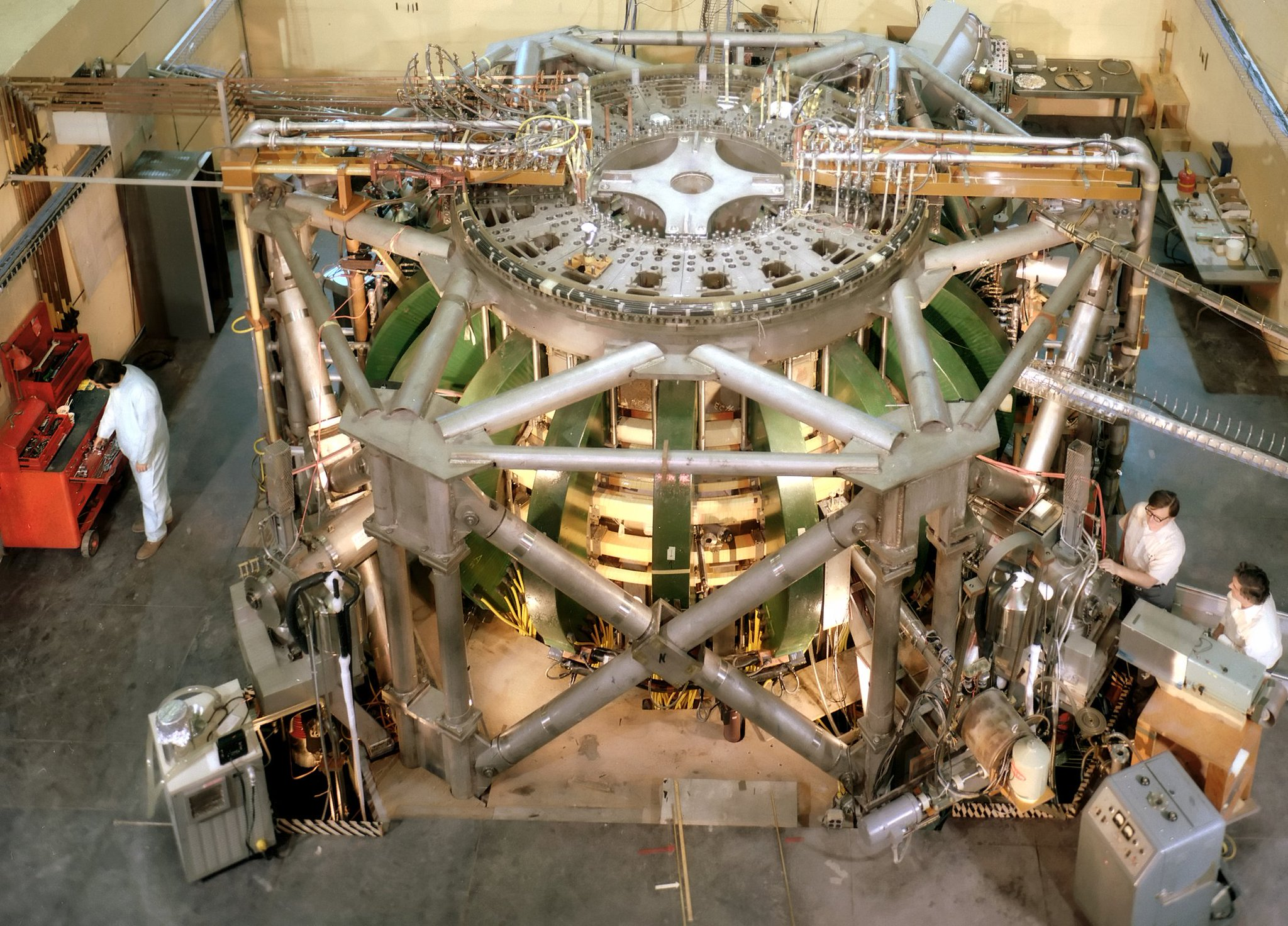
Vista aérea del Princeton Large Torus en 1975. El PLT estableció numerosos récords y demostró que las temperaturas necesarias para la fusión eran posibles.

Los experimentos con el Tokamak Simétrico comenzaron en mayo de 1970, y a principios del año siguiente confirmaron los resultados soviéticos y los superaron. Se abandonó el stellarator y la PPPL dedicó su considerable experiencia al problema del calentamiento del plasma. Dos conceptos parecían prometedores. PPPL propuso utilizar la compresión magnética, una técnica similar a la de los pellizcos para comprimir un plasma caliente y aumentar su temperatura, pero proporcionando esa compresión a través de imanes en lugar de corriente. Oak Ridge sugirió inyección de haz neutro, pequeños aceleradores de partículas que dispararían átomos de combustible a través del campo magnético circundante, donde colisionarían con el plasma y lo calentarían.
El Compresor Toroidal Adiabático (ATC) de PPPL comenzó a funcionar en mayo de 1972, seguido poco después por un Ormak equipado con un haz neutro. Ambos demostraron tener problemas significativos, pero PPPL se adelantó a Oak Ridge al instalar inyectores de haz en el ATC y proporcionó pruebas claras de un calentamiento exitoso en 1973. Este éxito "se llevó por delante" a Oak Ridge, que cayó en desgracia dentro del Comité Directivo de Washington.
Para entonces se estaba construyendo un diseño mucho más grande basado en el calentamiento de haces, el Princeton Large Torus, o PLT. El PLT se diseñó específicamente para "dar una clara indicación de si el concepto de tokamak más el calentamiento auxiliar puede constituir una base para un futuro reactor de fusión". El PLT fue un enorme éxito, elevando continuamente su temperatura interna hasta alcanzar los 60 millones de Celsius (8.000 eV, ocho veces el récord del T-3) en 1978. Este es un punto clave en el desarrollo del tokamak; las reacciones de fusión se vuelven autosostenibles a temperaturas entre 50 y 100 millones de Celsius, PLT demostró que esto era técnicamente alcanzable.
Estos experimentos, especialmente el PLT, situaron a Estados Unidos muy a la cabeza de la investigación en tokamak. Esto se debe en gran medida al presupuesto; un tokamak costaba unos 500.000 dólares y el presupuesto anual de los EE. UU. para la fusión era de unos 25 millones de dólares en aquella época. Pudieron permitirse explorar todos los métodos prometedores de calentamiento, descubriendo finalmente que los haces neutros estaban entre los más eficaces.
Durante este periodo, Robert Hirsch se hizo cargo de la Dirección de desarrollo de la fusión en la Comisión de Energía Atómica de los Estados Unidos. Hirsch consideró que el programa no podía mantenerse con los niveles de financiación actuales sin demostrar resultados tangibles. Comenzó a reformular todo el programa. Lo que antes era un esfuerzo de exploración científica dirigido por los laboratorios, ahora era un esfuerzo dirigido por Washington para construir un reactor que produjera energía. La crisis del petróleo de 1973 dio un impulso a esta iniciativa, lo que llevó a un gran aumento de la investigación en sistemas de energía alternativa.

### Década de 1980: gran esperanza, gran decepción

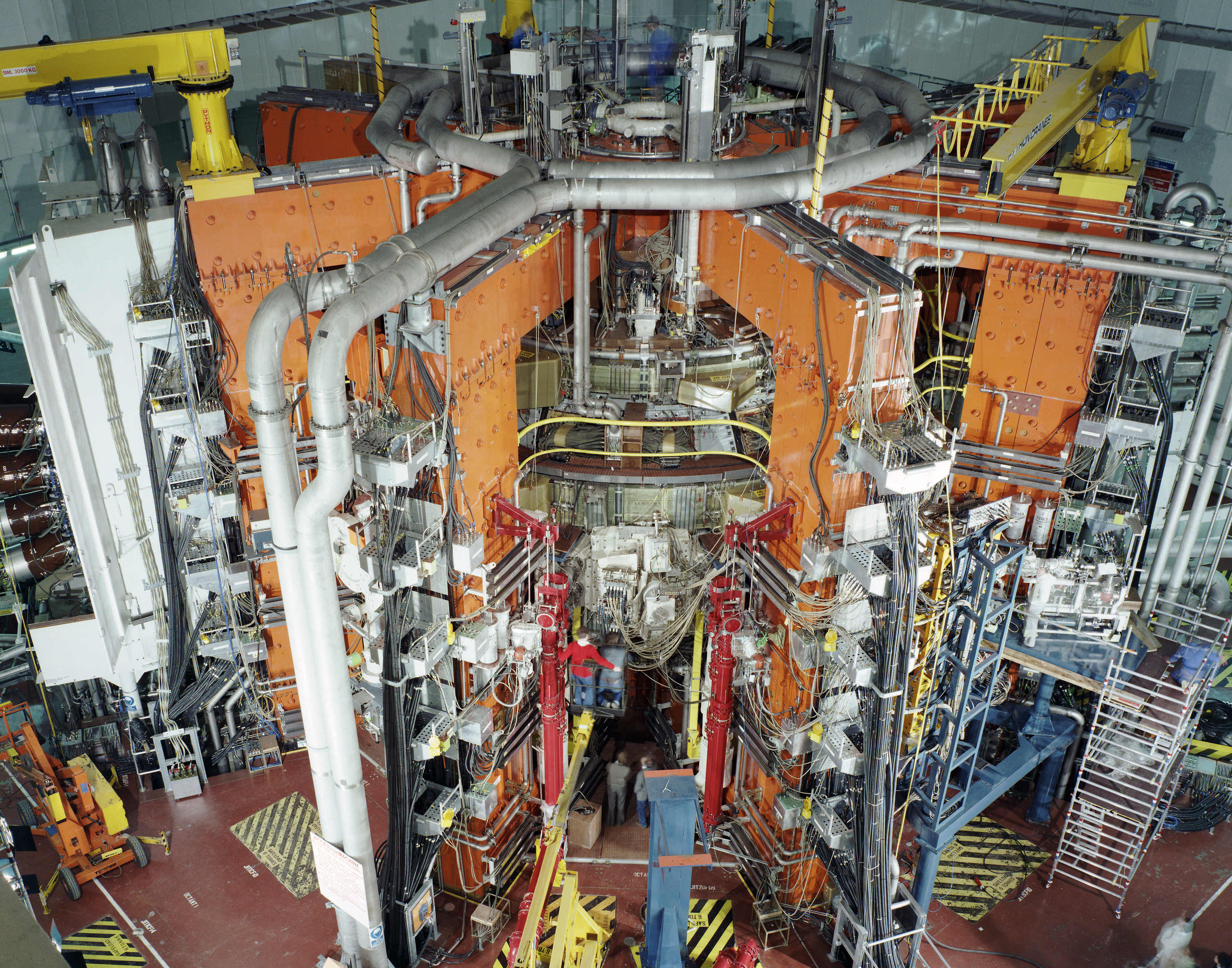
El Joint European Torus (JET), el mayor tokamak que funciona en la actualidad, que está en funcionamiento desde 1983

A finales de la década de 1970, los tokamaks habían alcanzado todas las condiciones necesarias para un reactor de fusión práctico; en 1978 el PLT había demostrado las temperaturas de ignición, al año siguiente el T-7 soviético utilizó con éxito imanes superconductores por primera vez, El doblete resultó ser un éxito y llevó a que casi todos los diseños futuros adoptaran este enfoque de "plasma moldeado". Parecía que todo lo que se necesitaba para construir un reactor que produjera energía era poner todos estos conceptos de diseño en una sola máquina, una que fuera capaz de funcionar con el tritio radiactivo en su mezcla de combustible.
La carrera estaba en marcha. Durante la década de 1970, se financiaron cuatro grandes propuestas de segunda generación en todo el mundo. Los soviéticos continuaron su línea de desarrollo con el T-15, mientras que un esfuerzo paneuropeo desarrollaba el Joint European Torus (JET) y Japón comenzaba el esfuerzo del JT-60 (originalmente conocido como "Breakeven Plasma Test Facility"). En Estados Unidos, Hirsch comenzó a formular planes para un diseño similar, saltándose las propuestas de otro diseño de paso directamente a uno de combustión de tritio. Esto surgió como el Reactor de Prueba de Fusión Tokamak (TFTR), dirigido directamente desde Washington y no vinculado a ningún laboratorio específico. En un principio, Hirsch se inclinó por Oak Ridge como sede, pero lo trasladó a PPPL después de que otros le convencieran de que serían los que más trabajarían en él porque eran los que más tenían que perder.

## Desarrollo
En 1956, comenzaron las investigaciones experimentales de estos sistemas en el Instituto de Energía Atómica «I. V. Kurchátov» de la Academia de Ciencias de la URSS. El primer Tokamak consistió en una cámara de vacío con forma toroidal que contenía hidrógeno y un dispositivo eléctrico que por fuertes descargas ionizaba el gas hasta llevarlo al estado plasmático. Un fuerte campo magnético helicoidal provocado con potentes electroimanes lograba el confinamiento del plasma a elevadísimas temperaturas.
El 21 de mayo de 2000, se anuncia que físicos estadounidenses han superado uno de los problemas de la fusión nuclear, el fenómeno llamado modos localizados en el borde, o ELMs (por sus siglas en inglés) que provocaría una erosión del interior del reactor, obligando a su reemplazo frecuentemente. En un artículo publicado el domingo 21 de mayo de 2000 en la revista británica Nature Physics, un equipo dirigido por Todd Evans, de la empresa General Atomics, California, anuncia el descubrimiento de que un pequeño campo magnético resonante, proveniente de las bobinas especiales ubicadas en el interior de la vasija del reactor, crea una interferencia magnética “caótica” en el borde del plasma que detiene la formación de flujo. 
El 24 de mayo de 2006, los siete socios del proyecto ITER --Unión Europea, Japón, Estados Unidos, Corea del Sur, la India, Rusia y China-- firmaron en Bruselas el acuerdo internacional para el lanzamiento del reactor de fusión internacional, que se construirá en Cadarache, en el Sudeste de Francia usando el diseño Tokamak. Los costes de construcción del reactor se estimaron en 4.570 millones de euros y la duración de la construcción en 10 años. La UE y Francia se comprometieron a contribuir con el 50% del coste, mientras que las otras seis partes acordaron aportar cada una alrededor del 10%.